# HD 175743
HD 175743，又名BD+17 3779，SAO 104272、HR 7148，是一颗恒星，视星等为5.69，位于銀經49.65，銀緯7.15，其B1900.0坐标为赤經18h 51m 41.4s，赤緯+17° 7.15′ 48″。